# مخزن سد آخوریان
مخزن سد آخوریان (ارمنی: Ախուրյանի ջրամբար) یک مخزن سد بر روی رود آخوریان مابین ارمنستان و ترکیه می‌باشد. این مخزن سد ۵۴ کیلومترمربع مساحتِ رو و ۵۳۵ میلیون متر مکعب حجم آب دارد. این مخزن سد یکی از بزرگترین مخزن سدهای قفقاز می‌باشد.
آب این مخزن سد برای آبیاری استان‌های آراگاتسوتن، آرماویر و شیراک در ارمنستان کاربرد دارد.

## بنیان
در تاریخ ۲۵ آوریل ۱۹۸۳، ترکیه و شوروی (که ارمنستان آن زمان بخشی از آن بود) قراردادی برای ساخت یک سد بر روی رود آخوریان امضا نمودند و.